# Revloc
Revloc es un lugar designado por el censo ubicado en el condado de Cambria en el estado estadounidense de Pensilvania. En el Censo de 2010 tenía una población de 570 habitantes y una densidad poblacional de 639,76 personas por km².

## Geografía
Revloc se encuentra ubicado en las coordenadas 40°29′29″N 78°45′49″O / 40.49139, -78.76361. Según la Oficina del Censo de los Estados Unidos, Revloc tiene una superficie total de 0.89 km², de la cual 0.89 km² corresponden a tierra firme y (0%) 0 km² es agua.

## Demografía
Según el censo de 2010, había 570 personas residiendo en Revloc. La densidad de población era de 639,76 hab./km². De los 570 habitantes, Revloc estaba compuesto por el 96.84% blancos, el 1.05% eran afroamericanos, el 0% eran amerindios, el 0.53% eran asiáticos, el 0.18% eran isleños del Pacífico, el 0% eran de otras razas y el 1.4% pertenecían a dos o más razas. Del total de la población el 0.53% eran hispanos o latinos de cualquier raza.